# 泰勒地区莫尔特枫丹
泰勒地区莫尔特枫丹（法語：Mortefontaine-en-Thelle）是法国瓦兹省的一个市镇，位于该省南部偏西，属于博韦区。该市镇总面积6.02平方公里，2014年时的人口为867人。

## 地名
泰勒地区莫尔特枫丹又译"泰尔地区莫尔泰丰坦"，其中"莫尔特枫丹"的意思是"死泉"，而泰勒则为附近区域的通称。

## 人口
泰勒地区莫尔特枫丹人口变化图示